# Архиепархия Дамаска (мелькитская)
Архиепархия Дамаска (лат. Archieparchia Damascena Graecorum Melkitarum) — архиепархия Мелькитской католической церкви с центром в городе Дамаск, Сирия. Собственная архиепархия мелькитского патриарха. Кафедральным собором архиепархии Дамаска является церковь Успения Пресвятой Богородицы. Эта же церковь также является резиденцией мелькитского патриарха.

## История
Архиепархия Дамаска Антиохийского патриархата возникла в III веке. В 1724 году от архиепархии Дамаска отделилась грекокатолическая общиина.

## Ординарии архиепархии
С 1828 года архиепархия Дамаска является собственной архиепархией мелькитского патриарха, который поручает её руководство патриаршему викарию епископского достоинства.

## Источник
- Annuario Pontificio, Libreria Editrice Vaticana, Città del Vaticano, 2003, ISBN 88-209-7422-3